# Atletica leggera ai Giochi della XXVII Olimpiade - Salto triplo femminile

Video della Finale (Tereza Marinova)

Il salto triplo ha fatto parte del programma di atletica leggera femminile ai Giochi della XXVII Olimpiade. La competizione si è svolta il 24 settembre 2000 allo Stadio Olimpico di Sydney.

## Presenze ed assenze delle campionesse in carica
| Competizione         | Atleta             | Prestazione | Sydney 2000 |
| -------------------- | ------------------ | ----------- | ----------- |
| Olimpiadi 1996       | Inesa Kravec'      | 15,33 m     | Squalif.    |
| Commonwealth 1998    | Ashia Hansen       | 14,32 m     | Presente    |
| Goodwill Games 1998  | Šárka Kašpárková   | 14,76 m     | Presente    |
| Europei 1998         | Olga Vasdeki       | 14,55 m     | Presente    |
| Coppa del mondo 1998 | Olga Vasdeki       | 14,64 m     | Presente    |
| Asiatici 1998        | Ren Ruiping        | 14,27 m     | Presente    |
| Panamericani 1999    | Yamilé Aldama      | 14,77 m     | Presente    |
| Africani 1999        | Françoise Mbango   | 14,70 m     | Presente    |
| Mondiali 1999        | Paraskeuī Tsiamita | 14,99 m     | Assente     |
|                      |                    |             |             |
| Mondiali junior 1996 | Tereza Marinova    | 14,62 m     | Presente    |

1. ↑  Sotto la bandiera della Cina.

## La gara
In Qualificazione la miglior prova è della russa Tat'jana Lebedeva con 14,91.
Al primo turno di finale Olena Hovorova fa un ottimo 14,96 e prenota una medaglia. Ma pochi minuti prima la bulgara Tereza Marinova ha già ucciso la gara: 15 metri e 20, una misura che si vede pochissime volte in un anno intero.  È il quarto salto più lungo di tutti i tempi. Le avversarie ora vedono il titolo come una montagna enorme da scalare.
La Marinova, impressionata dalla sua stessa prestazione, non infila più un salto buono: il 15,20 iniziale rimane la sua unica misura della gara.
L'unica che vuole lottare è Tat'jana Lebedeva. Deve superare almeno i 14,96 dell'ucraina Olena Hovorova per avere l'argento. Alla quarta prova fa 14,91; alla quinta indovina un salto a 15 metri esatti. Nei due salti rimanenti la Hovorova non va oltre 14,74: l'argento è della russa.

## Risultati

### Turno eliminatorio
Qualificazione14,20 m
Nove atlete superano la misura. Ad esse vengono aggiunti i 3 migliori salti.

### Finale
Stadio Olimpico, domenica 24 settembre, ore 19:40.
| Pos     | Paese e Atleta    | 1° salto | 2° salto | 3° salto | 4° salto | 5° salto | 6° salto | Miglior Misura | Note             |
| ------- | ----------------- | -------- | -------- | -------- | -------- | -------- | -------- | -------------- | ---------------- |
| Oro     | Tereza Marinova   | 15,20    | X        | X        | X        | X        | X        | 15,20          | Record nazionale |
| Argento | Tat'jana Lebedeva | 14,77    | 14,66    | 14,45    | 14,91    | 15,00    | 14,90    | 15,00          |                  |
| Bronzo  | Olena Hovorova    | 14,96    | X        | 14,74    | 14,78    | 14,69    | 14,74    | 14,96          |                  |
| 4       | Yamilé Aldama     | X        | 14,22    | 14,30    | X        | 14,06    | 13,92    | 14,30          |                  |
| 5       | Baya Rahouli      | 13,92    | X        | 14,17    | 14,11    | 13,95    | 13,95    | 14,17          |                  |
| 6       | Cristina Nicolau  | 13,99    | X        | 14,01    | X        | 13,51    | 14,17    | 14,17          |                  |
| 7       | Olga Vasdeki      | 14,06    | X        | 12,81    | X        | 14,15    | X        | 14,15          |                  |
| 8       | Oksana Rogova     | 13,90    | 13,97    | X        | 13,71    | X        | 13,95    | 13,97          |                  |
| 9       | Anja Valant       | X        | X        | 13,59    |          |          |          | 13,59          |                  |
| 10      | Françoise Mbango  | X        | 13,53    | X        |          |          |          | 13,53          |                  |
| 11      | Ashia Hansen      | X        | X        | 13,44    |          |          |          | 13,44          |                  |
| N.C.    | Šárka Kašpárková  | X        | X        | X        |          |          |          | N.M.           |                  |